# Seiki Ichihara
Seiki Ichihara er en tidligere japansk fodboldspiller. Han var i perioden 1981 træner for Japans kvindefodboldlandshold.